# Auditorio del Pueblo
El Auditorio del Pueblo es un pabellón de baloncesto localizado en Durango, Durango, México. Es casa de los Leñadores de Durango y tiene una capacidad para 3500 espectadores.

## Historia
Fue inaugurado el 1 de mayo de 1960 para albergar partidos del Circuito Mexicano de Básquetbol y se sigue utilizando hasta la actualidad.[cita requerida]
En 2014 fue sometido a remodelaciones, por lo que es probable que este año los Madereros tengan que buscar algún otro gimnasio donde jugar la temporada 2014 de la CIBANE.

## Ubicación
Está ubicado en el Parque Guadiana, entre la Calle de la Normal y la Carretera Durango-Mazatlán, CP 34000, Durango, México.

## Afición y tradiciones
La afición Duranguense se ha dado a conocer sobre todo en el baloncesto ya que es el deporte en el que más ha destacado la ciudad de Durango
El recinto por lo generalmente está lleno cuando hay partidos de baloncesto y la afición Durangueña lo ha hecho famoso por todos sus grito y anteriormente usar luces de bengalas, durante la década de 1980 la afición de Durango tuvo muchos altercados con la afición de los Dorados de Chihuahua, actualmente, rara vez hay altercados con aficiones de distintos equipos.[cita requerida]
También en este escenario se ha hecho conocido un personaje llamado Francisco Quiñonez Bustamante alias Pancholín, conocido por organizar a la gente a alentar al equipo y tener convocatoria en casi todos los recintos deportivos de la ciudad.
Los colores verdes que caracterizan a la ciudad de durango, el uso constante de bengalas en recintos deportivos entre otras cosas, han hecho a la afición duranguense ganarse el apodo de la Fuerza Verde.[cita requerida]